# Alexandria Bay (Nova Iorque)
Alexandria Bay é uma vila localizada no estado americano de Nova Iorque, no Condado de Jefferson.

## Demografia
Segundo o censo americano de 2000, a sua população era de 1088 habitantes. 
Em 2006, foi estimada uma população de 1083, um decréscimo de 5 (-0.5%).

## Geografia
De acordo com o United States Census Bureau tem uma área de 
3,9 km², dos quais 1,9 km² cobertos por terra e 2,0 km² cobertos por água. Alexandria Bay localiza-se a aproximadamente 84 m acima do nível do mar.

## Localidades na vizinhança
O diagrama seguinte representa as localidades num raio de 24 km ao redor de Alexandria Bay. 